# Pont-du-Casse
Pont-du-Casse é uma comuna francesa na região administrativa da Nova Aquitânia, no departamento Lot-et-Garonne. Estende-se por uma área de 19,06 km². Em 2010 a comuna tinha 4 295 habitantes (densidade: 225,3 hab./km²).